# Fergus Millar
Pour les articles homonymes, voir Millar.
Fergus Graham Burtholme Millar, né le 5 juillet 1935 à Édimbourg et mort le 15 juillet 2019, est un historien britannique spécialiste de l'histoire romaine. 
Il est titulaire de la chaire Camden d'histoire ancienne (Camden Professor of Ancient History (en)) à l'université d'Oxford, de 1984 à sa retraite en 2002, et membre de la British Academy à partir de 1976.

## Biographie
Fergus Millar fait ses études universitaires à Oxford, d'abord à Trinity College, puis à All Souls College, où il obtient son doctorat en 1962.
De 1964 à 1976, il est fellow à Queen's College (Oxford). En 1976, il est nommé professeur d'histoire ancienne à Londres, University College, où il succède à Arnaldo Momigliano. Il y reste jusqu'en 1984, date à laquelle il obtient la chaire Camden à l'université d'Oxford, à la suite de Peter Brunt.
En 1976, il est élu à la British Academy, dans la section d'Antiquité classique.
Fergus Millar s'est engagé politiquement pour défendre l'indépendance des institutions d'enseignement supérieur et de recherche contre le contrôle gouvernemental.

## Hommages
En 2005, Fergus Millar reçoit la Kenyon Medal (en) de la British Academy.
Il est nommé Knight Bachelor par la reine en juin 2010.

## Publications
- Study of Cassius Dio, Oxford University Press, 1964, 250 p.  (ISBN 0-19-814336-2)
- The Emperor in the Roman World, 31 BC–AD 337, Cornell University Press, 1977, 657 p.  (ISBN 0-8014-1058-4)
- The Roman Near East (31 BC–AD 337), Harvard University Press, 1993, 587 p.  (ISBN 0-674-77886-3)
- The Crowd in Rome in the Late Republic, University of Michigan Press, 1998, 236 p.  (ISBN 0-472-08878-5)

Ses communications et ses articles ont été réunis par Hannah M. Cotton et Guy M. Rogers en trois volumes :
- Rome, the Greek World, and the East, I. The Roman Republic and the Augustan Revolution, Chapel Hill, The University of North Carolina Press, 2002, 383 p.  (ISBN 0-8078-4990-1)
- Rome, the Greek World, and the East, II. Government, Society and Culture in the Roman Empire, Chapel Hill, The University of North Carolina Press, 2004, 470 p.  (ISBN 0-8078-5520-0).
- Rome, the Greek World, and the East, III. The Greek World, the Jews, and the East, Chapel Hill, The University of North Carolina Press, 2006, 552 p.  (ISBN 0-8078-5693-2).